# Arnebia minima
Arnebia minima là loài thực vật có hoa trong họ Mồ hôi. Loài này được Wettst. ex Stapf mô tả khoa học đầu tiên năm 1885.